# فرانسيسكو بيرني
فرانسيسكو بيرني (بالإيطالية: Francesco Berni)‏ هو شاعر إيطالي ولد في سنة 1497/98 في لامبوركيو من توسكانا وتوفي في 26 مايو 1535.

## روابط خارجية
- فرانسيسكو بيرني على موقع الموسوعة البريطانية (الإنجليزية)
- فرانسيسكو بيرني على موقع ميوزك برينز (الإنجليزية)
- فرانسيسكو بيرني على موقع ديسكوغز (الإنجليزية)